# 宮崎政賢
宮崎 政賢（みやざき まさかた、文化15年2月20日（1818年3月26日） - 明治12年（1879年）10月10日）江戸時代後期から明治時代初期にかけての肥後国玉名郡荒尾村（現熊本県荒尾市）の郷士。自由民権運動や辛亥革命支援で知られる宮崎兄弟の父。長蔵、長兵衛とも。

## 略歴
郷士・宮崎政明の子として肥後国玉名郡荒尾村に生まれる。初名は長兵衛。宮崎家は遠祖を菅原道真とする荒尾村随一の地主であり、寛文7年（1667年）頃、肥後藩に一領一疋で召し抱えられて以降、郡内の諸役を務める郷士として代々世襲し、長兵衛が9代目となる。
武人として学問・剣術・居合・砲術・軍学などを学ぶ。嘉永元年（1848年）頃、隣村・長洲の士族・永屋清次の長女・佐喜（サキ）と結婚。
嘉永3年（1850年）5月8日に、二天一流の師である熊本時習館の師役の山東半兵衛の子息で、後に熊本時習館の師役となる山東新十郎清武とともに全国開国修行に出立し、同年12月に帰藩した。廻国のルートは、讃岐の多度津・丸亀両家中を振り出しに、狼華の天真館、江戸では斎藤・千葉・伊庭の大道場の他に今治・津・柳河・館林・島原の諸家中、その後は佐倉、香取、土浦、笠間、水戸、棚倉、仙台、山形、会津、白河、宇都宮、壬生、古河、安中、小諸、上田、膳所を歴遊し、最後は高槻で畢っている。手合わせした相手のほとんどは、諸藩師家や著名な大道場の門人たちである。試合数は689名に及び、最も多い日は51名(水戸・神道無念流長尾理平太門人)を数えた。この時の長兵衛の足跡は、この3年後の嘉永6年から安政元年にかけて佐賀藩士で二刀鉄人流師範の牟田高惇が藩命を受けて廻国修行した時のルートと重なり合う部分が多い。
同じ山東半兵衛の門下であった高木甚之助の息子である高木元右衛門を家督相続人に迎える。佐喜との間には八男三女が生まれるが、武者修行のため結婚が遅く、また実子には教育を施して自由に活動させたいとの願いから元右衛門を養子に迎えていた。しかし元右衛門は幕末動乱の時代にあって宮崎家を出て脱藩し、禁門の変で討ち死にした。同年の第一次長州征伐に肥後藩郷士として14歳の嫡子・八郎と共に出陣、藩の郷士としては最初で最後の奉公となる。結局戦闘は無かったものの、豊前国小倉で八郎の元服式を挙げた。
長兵衛51歳の時に明治元年（1868年）となる。藩主が熊本を離れるなど急変する時勢にいささか戸惑う中、熊本藩知事の改革により、戸長に任命され村の世話役となる。この頃に長蔵と改名した。しかし東京に遊学中の八郎が生活のために父が小さな官職に付くことを嫌ってしきりに辞任を願い、長蔵は戸長を辞した。明治10年（1877年）4月6日、西南戦争で西郷隆盛方として参戦した八郎が戦死。報を受けた長蔵は号泣して家の者に「今後一生官の飯なぞ食ってはならない」と厳命したという。
長蔵は情に厚く子女の教育に熱心で、家は文武道場のようであり、窮民のため家政を顧みず私財を注ぐ事を惜しまなかった。三池藩内の干拓事業に引き込まれる形で関与し、近隣火災の後始末を背負い込むなどして晩年には宮崎家の家産は傾き困窮していた。「金納によって下層の武士となるよりも、上層の庶民であれ」という思想であり、末子の寅蔵（滔天）が金銭を手に触れると「卑しいマネはするな」と厳しく叱り、また「豪傑になれ、大将になれ」と日々言い聞かせていたという。大柄で長刀の名手であった妻の佐喜もまた「男子が畳の上で死ぬのは何よりの恥辱」と子供たちに言い聞かせる武の家の気風であった。
八郎の死から2年後、明治12年（1879年）10月10日、脳溢血で死去。享年62。長蔵の死後、妻の佐喜は家財を質に出すなど苦労して息子達に学問を続けさせた。翌年、六男・民蔵が家督を継いだ。

## 子女
- …（）は没年齢。
- 養子（のちに出奔）：高木元右衛門…（32歳）
- 長男：武平…（1歳）
- 次男：八郎…（25歳）
- 長女：留茂（ルモ）…（2歳）
- 次女：留茂（ルモ）…（79歳）
- 三男：伴蔵…（19歳）
- 三女：富（トミ）…（63歳）
- 四男：兵蔵…（3歳）
- 五男：左蔵…（2歳）
- 六男：民蔵…（64歳）
- 七男：弥蔵…（30歳）
- 八男：寅蔵（滔天）…（53歳）